# Microtus fortis
Microtus fortis је сисар из реда глодара и породице хрчкова (лат. Cricetidae).

## Распрострањење
Врста је присутна у Јужној Кореји, Кини, Монголији, Русији и Северној Кореји.

## Станиште
Врста Microtus fortis има станиште на копну.

## Угроженост
Ова врста није угрожена, и наведена је као последња брига јер има широко распрострањење.

### Популациони тренд
Популациони тренд је за ову врсту непознат.